# Hołoszeń główkowaty
Hołoszeń główkowaty (Scirpoides holoschoenus (L.) Soják) – gatunek rośliny z rodziny ciborowatych. Jako gatunek rodzimy występuje w Europie, Azji i Afryce.
W Polsce gatunek rzadki; rośnie głównie w południowo-zachodniej części kraju.

## Morfologia

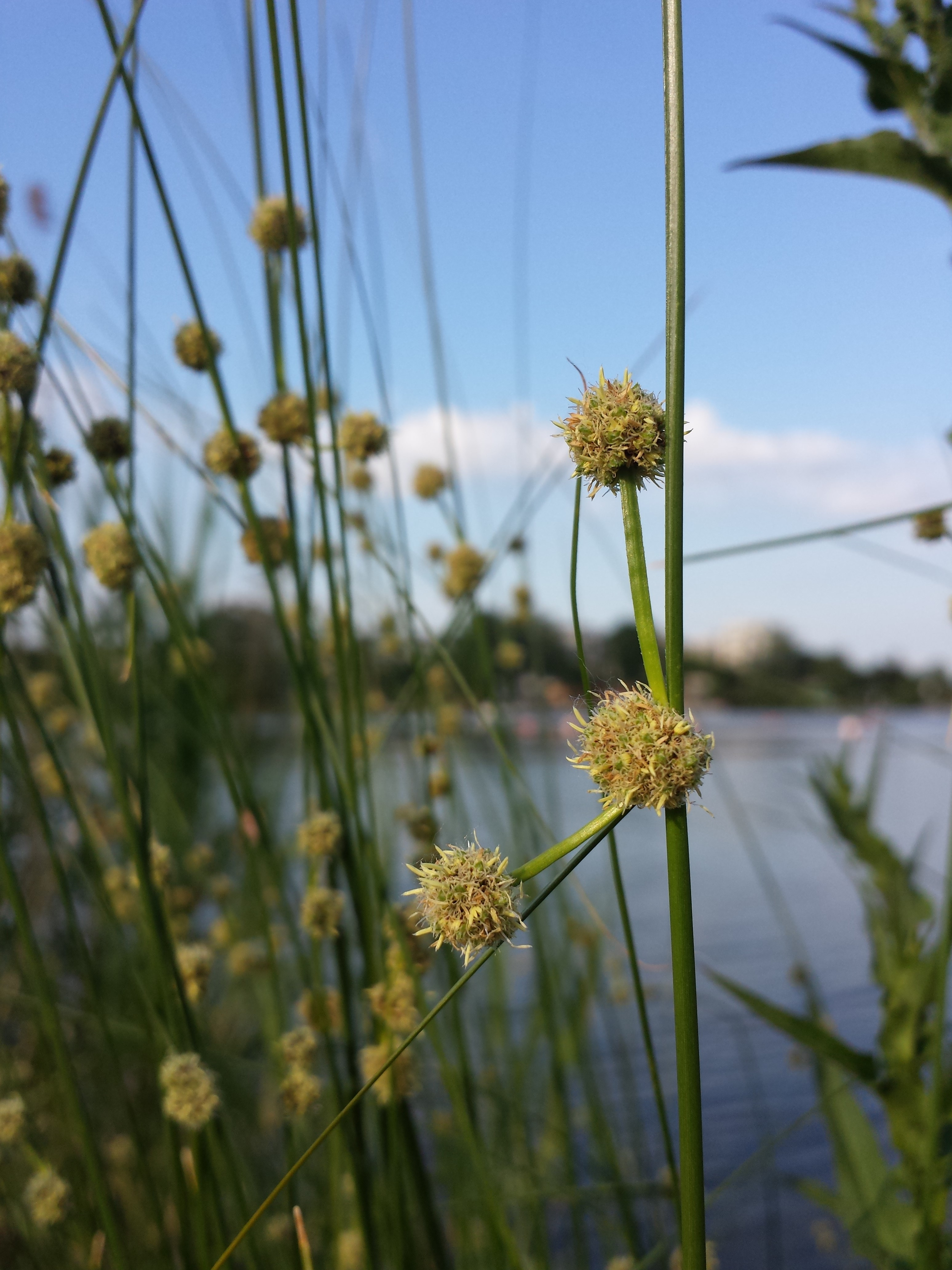
Kwiatostan

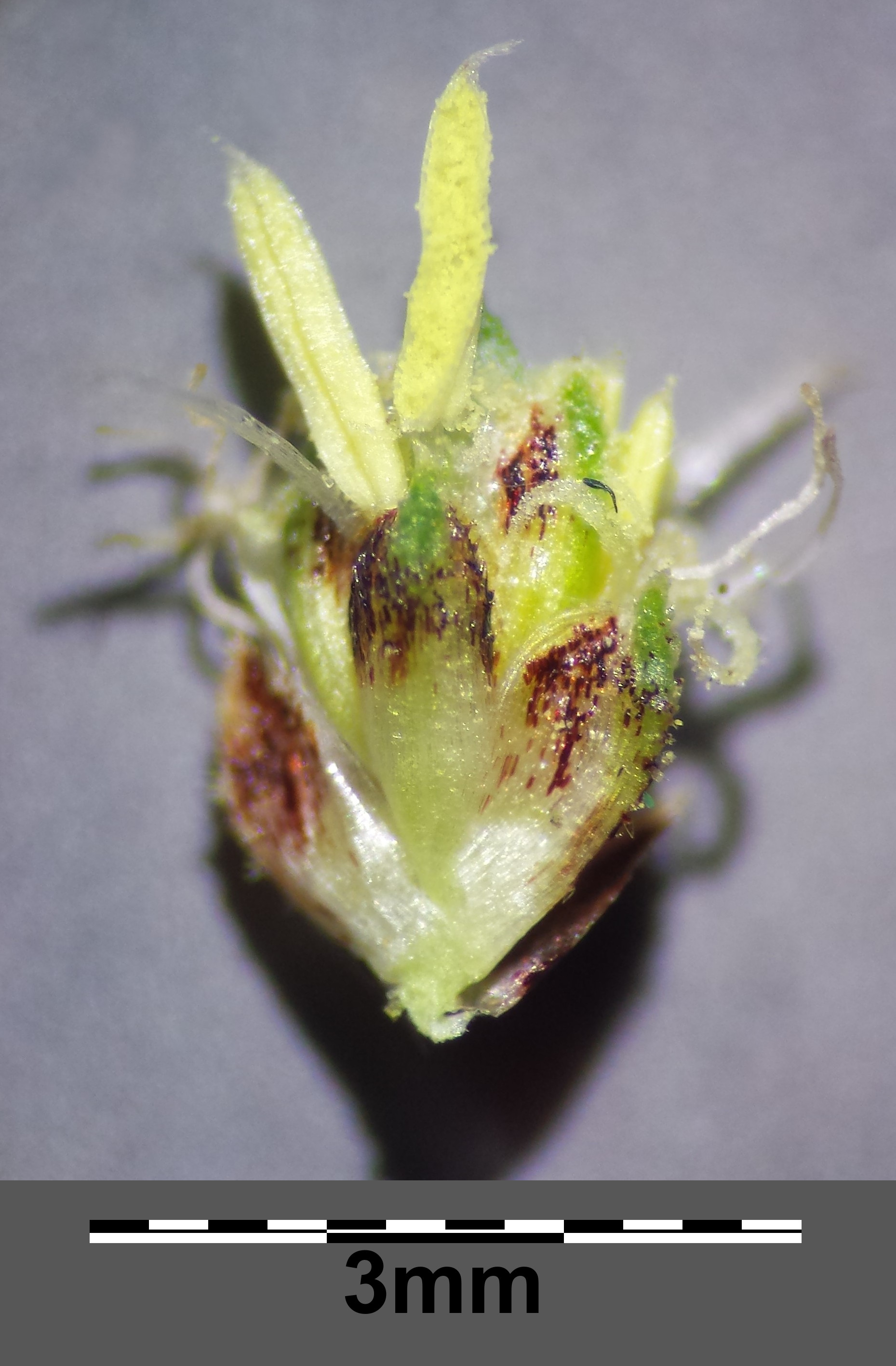
Kłosek

ŁodygaRosnące w kępach, o wysokości 30–50 cm.
LiścieDolne pochwy liściowe sieciowate. Górne pochwy z długą, nitkowato-rynienkowatą blaszką.
KwiatyZebrane w kłoski, te z kolei zebrane w kuliste główki. Główka środkowa siedząca, o średnicy 8–12 mm. Główki boczne mniejsze, na szypułkach. Podsadka liściowata, cienka. Przysadki małe, odwrotnie jajowate, z frędzelkami na brzegu. Cztery lub pięć szczecin okwiatu.
OwocGładki orzeszek.

## Biologia i ekologia
Bylina, geofit. Kwitnie od czerwca do lipca. Rośnie na wilgotnych łąkach i brzegach wód. Liczba chromosomów 2n =164.

## Zagrożenia i ochrona
Roślina umieszczona na polskiej czerwonej liście w kategorii EN (zagrożony). Znajduje się także w czerwonej księdze gatunków zagrożonych w kategorii LC (najmniejszej troski).